# Marcel Desprets
Marcel Desprets (San Quintino, 19 agosto 1906 – Brignoles, 12 marzo 1973) è stato uno schermidore francese, vincitore di una medaglia d'oro nella scherma ai giochi olimpici.